# Karolina Czarnecka
Karolina Czarnecka (Sokółka, 29 ottobre 1989) è una cantante e attrice polacca.

## Biografia
Diplomata in recitazione all'Accademia Nazionale delle Arti Drammatiche di Varsavia, Karolina Czarnecka ha avviato la sua carriera artistica nel 2014 sia nel campo del teatro (fa parte della compagnia teatrale Pożar w Burdelu) che nella musica; due anni dopo ha recitato nel suo primo film dedicato al grande schermo, #WszystkoGra. Nel 2019 è entrata nella classifica polacca per la prima volta con il suo terzo album in studio Cud, che ha raggiunto la 49ª posizione.

## Filmografia

### Cinema
- #WszystkoGra, regia di Agnieszka Glińska (2016)
- Sługi wojny, regia di Mariusz Gawrys (2019)

### Televisione
- Na dobre i na złe – serie TV (2018)
- Zwykłe losy Zofii, regia di Dominika Gnatek – cortometraggio (2018)
- Kurort, regia di Edgar de Poray – cortometraggio (2019)
- O mnie się nie martw – serie TV (2020)

## Discografia

### Album in studio
- 2017 – Feminopolo (con i Gang Śródmieście)
- 2018 – Solarium 2.0
- 2019 – Cud

### EP
- 2014 – Córka

### Singoli
- 2001 – Hera, Koka, Hasz, LSD
- 2001 – Stolica
- 2002 – Demakijaż (feat. L.U.C)
- 2003 – Discopolka (con i Gang Śródmieście)
- 2003 – Fruń (feat. L.U.C & Laboratorium Pieśni)
- 2017 – Rozkmina (con i Gang Śródmieście)
- 2017 – Mój pokój
- 2017 – Marsz śmieci
- 2017 – Hej, hej, cześć
- 2017 – Anaruk
- 2017 – Módl się za nami
- 2017 – Trzydzieści
- 2020 – Dom
- 2020 – Polska musi uwierzyć w miłość